# Biélorussie aux Jeux paralympiques
La Biélorussie a participé pour la première fois aux Jeux paralympiques aux Jeux paralympiques d'hiver de 1994 à Lillehammer. Il participe depuis cette date à tous les Jeux paralympiques d'été et d'hiver jusqu'aux Jeux d'été de 2020 à Tokyo. Après l'invasion de l'Ukraine, la Biélorussie, comme la Russie, est exclue des Jeux d'hiver de 2022 à Pékin.

## Bilan général
Les athlètes biélorusses ont gagné un total de 98 médailles paralympiques dont 27 en or, 37 en argent et 34 en bronze, ce qui place le pays à la 33e place du décompte des médailles des Jeux paralympiques. 78 des médailles biélorusses ont été remportés aux Jeux d'été.
La Biélorussie a remporté le plus de médaillés aux Jeux de 2004, avec 29 médailles dont 10 en or.

### Par année
| Année | Médaille d'or, Jeux paralympiques | Médaille d'argent, Jeux paralympiques | Médaille de bronze, Jeux paralympiques | Total | Rang |
| 1996  | 3                                 | 3                                     | 7                                      | 13    | 33e  |
| 2000  | 5                                 | 8                                     | 10                                     | 23    | 28e  |
| 2004  | 10                                | 12                                    | 7                                      | 29    | 19e  |
| 2008  | 5                                 | 7                                     | 1                                      | 13    | 21e  |
| 2012  | 5                                 | 2                                     | 3                                      | 10    | 25e  |

| Année | Médaille d'or, Jeux paralympiques | Médaille d'argent, Jeux paralympiques | Médaille de bronze, Jeux paralympiques | Total | Rang |
| 1994  | 0                                 | 0                                     | 0                                      | 0     | 25e  |
| 1998  | 0                                 | 0                                     | 0                                      | 0     | 22e  |
| 2002  | 1                                 | 1                                     | 0                                      | 2     | 16e  |
| 2006  | 1                                 | 6                                     | 2                                      | 9     | 11e  |
| 2010  | 2                                 | 0                                     | 7                                      | 9     | 9e   |